# Shai Hoffmann

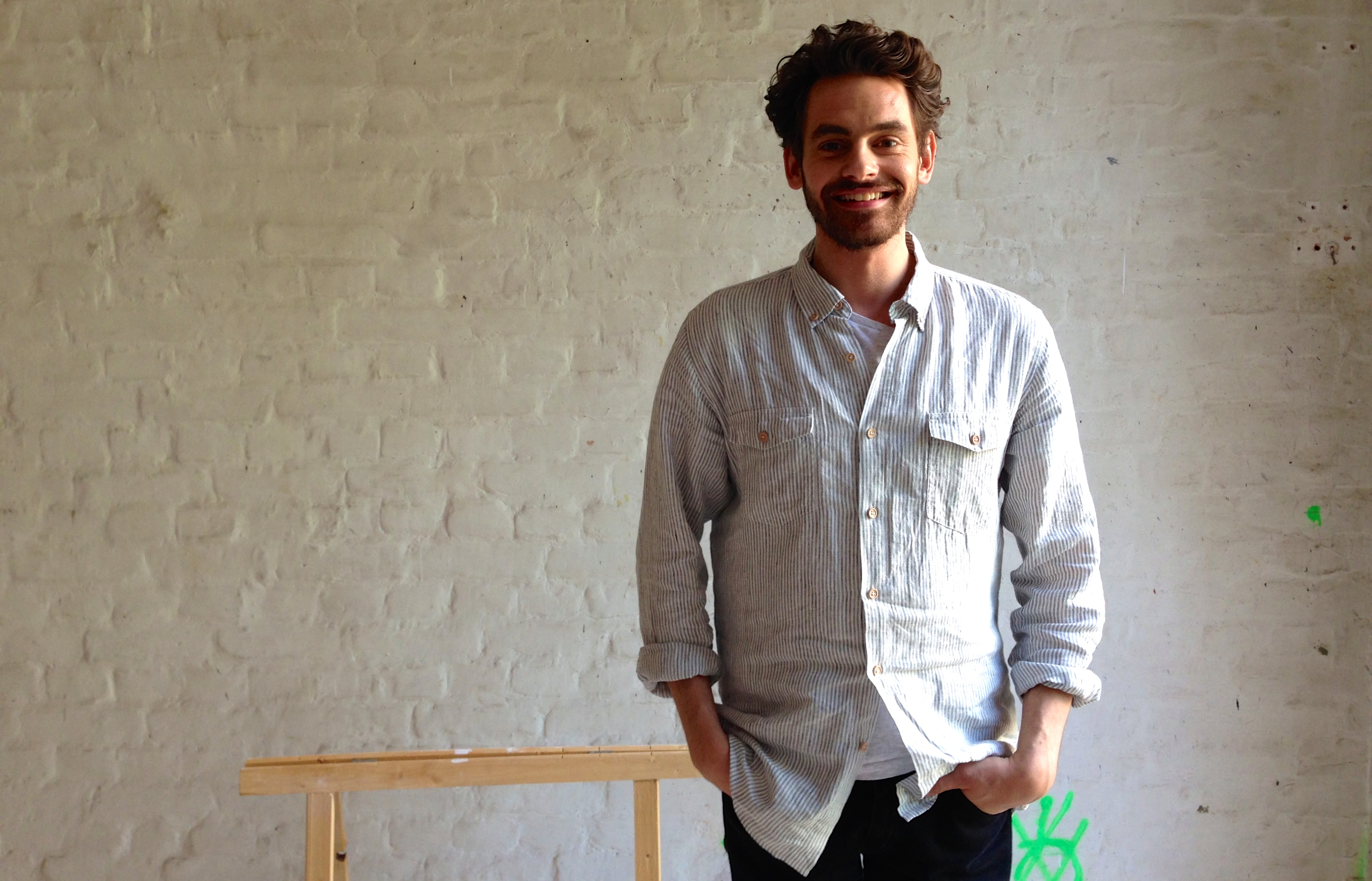
Shai Hoffmann 2014

Shai Hoffmann (* 22. Februar 1982 in Berlin) ist ein deutscher Schauspieler, Musiker, Entrepreneur (Sozialunternehmer) und Aktivist.

## Leben
Shai Hoffmann, der eine israelische Familien-Biografie hat, wuchs in Berlin auf und absolvierte nach seinem Realschulabschluss eine Ausbildung zum Hotelfachmann. Während der Schul- und Ausbildungszeit beteiligte er sich an Talentwettbewerben und nahm privaten Schauspiel- und Sprechunterricht. 
Shai Hoffmann hatte eine Hauptrolle in der 2006 erschienen Internet- und Handynovela Ninas Welt, die für den Global Mobile Award 2007 nominiert wurde. Zudem war er Darsteller einiger Soaprollen, unter anderem in Gute Zeiten, schlechte Zeiten als Jürgen Fahl, 2 Be und Verliebt in Berlin als Alexander Greifenhagen. 2008 war er in der ARD-Serie Verbotene Liebe in der Rolle des Fabian Brandner zu sehen. Im Januar 2009 kehrte er für einen Gastauftritt nochmals in die Serie zurück.
Während seiner Schul- und Ausbildungszeit hatte Shai Hoffmann Liveauftritte als Solosänger. Im Jahr 2004 war er als Sänger bei der zweiten Staffel der SAT.1-Casting-Show Star Search. Er schied im Viertelfinale aus. Hoffmann trat zudem als Leadsänger mit der Band Greensession (Vorläufer von Radiopilot) auf und gründete die Band Shai and the Shaikers. Während seines Studiums gründete er mit zwei Kommilitonen außerdem die Band Business Beats. Parallel gründeten Alexander Arnold und Shai Hoffmann die Produktionsfirma Business Beats Production und arbeiteten an eigenen Kompositionen im Pop-, R'n'B- und Soul-Genre.
Von 2008 bis 2013 studierte Shai Hoffmann Business Administration an der Hochschule für Wirtschaft und Recht in Berlin. Anschließend absolvierte er das Zusatzstudium Design Thinking an der HPI School of Design Thinking am Hasso-Plattner-Institut in Potsdam. 2013 gründete Shai Hoffmann die Marketingagentur shai hoffmann, die sich auf die Beratung von Crowdfunding-/Crowdinvesting-Kampagnen konzentriert. Zu weiteren Leistungen der Agentur gehört neben der Projektleitung auch die Marketingkonzeption sowie der strategische Aufbau von Onlinepräsenzen von Unternehmen („Social Media Marketing“).
Hoffmann engagiert sich mit diversen Projekten zivilgesellschaftlich. Nachdem ihm 2007 eine Niere von seinem Vater transplantiert wurde, setzt er sich verstärkt mit der Organisation Junge Helden e. V. für die Organspende ein. Seit 2013 arbeitet Shai Hoffmann am Karma Chakhs-Projekt, einer Fair-Trade-Kampagne, die er über das soziale Netzwerk Facebook führt. Außerdem ist er Initiator der Aktionen „Bus der Begegnungen“, „Integrations-Bus“ und „DemokratieBus“ und des Projekts „TinyHouse Grundgesetz“.
Neben dem Studium moderierte Shai Hoffmann von 2009 bis 2010 die Morningshow auf 93.6 Jam FM Berlin. Seit 2019 moderiert er den Inspirations-Podcast „Auf einen Cay mit Shai“. Dort spricht er mit seinen Gästen über ihre Zukunftsvisionen.